# GSC9036-2177
GSC9036-2177 — хімічно пекулярна зоря спектрального класу A2, що має видиму зоряну величину в смузі V приблизно 11,2.